# Perpetual NSW Open 2024
Die Perpetual NSW Open 2024 waren ein Tennisturnier der ITF Women’s World Tennis Tour 2024 für Damen und ein Tennisturnier der ATP Challenger Tour 2024 für Herren in Sydney. Die Turniere fanden parallel vom 28. Oktober bis 3. November 2024 statt.